# Austrochiltonia dalhousiensis
Austrochiltonia dalhousiensis is een vlokreeftensoort uit de familie van de Chiltoniidae. De wetenschappelijke naam van de soort is voor het eerst geldig gepubliceerd in 1997 door Zeidler.